# Joachim Widmann
Joachim Widmann (* 1963 in Köln) ist ein deutscher Journalist, ehemaliger Chefredakteur und Schriftsteller.

## Leben
Nach dem Studium (Germanistik, Publizistik und Kunstgeschichte) in Marburg, Coventry und Berlin und der Ausbildung zum Redakteur beim Berliner Tagesspiegel (Eintritt 1989) arbeitete Widmann bei den Potsdamer Neuesten Nachrichten (Chef vom Dienst, 1991), der Märkischen Oderzeitung (Stellv. des Lokalchefs in Frankfurt/Oder, 1993), der Berliner Zeitung (Blattmacher Ausland, 1996), der Zeitung Die Welt (Blattmacher Ausland, 1999), der Netzeitung (Stellv. Chefredakteur, 2001). Dann wechselte er 2005 als Chefredakteur zur Nachrichtenagentur ddp Deutscher Depeschendienst GmbH in Berlin und fünf Jahre später ebenfalls als Chefredakteur zum Regionalverlag Mediengruppe Oberfranken mit dem Fränkischen Tag in Bamberg und der Bayerischen Rundschau.
Von Oktober 2012 bis Februar 2024 leitete er gemeinsam mit dem Journalisten Olaf Jahn die Geschäfte der Berliner Journalisten-Schule.
Nach zwei Sachbüchern über DDR-Themen erschien 2015 Widmanns erster Thriller, „Schmitts Hölle – Verrat“. Inzwischen sind fünf weitere Thriller erschienen. Alle sind Teil einer Reihe mit der Protagonistin Sibel Schmitt, einer Berliner Polizistin mit türkischen Wurzeln.

## Schriften
- „Dich kriegen wir weich.“ Berichte aus dem Alltag einer Diktatur. Bouvier, Bonn 1997. ISBN 3-416-02672-1 (über Opfer der DDR-Staatssicherheit)
- (mit Katja Havemann): Robert Havemann oder Wie die DDR sich erledigte. Berlin, München 2003
- Schmitts Hölle – Verrat. Thriller, Berlin 2015
- Die Frau im roten Kleid, Thriller, Berlin 2016
- Schmitts Hölle – Countdown. Thriller, Berlin 2016
- Schmitts Hölle – Entscheidung. Thriller, Berlin 2017
- Notwehr, Thriller, Berlin 2018
- Shitstorm, Thriller, Berlin 2020